# Smithatris
Smithatris é um gênero do gênero  da família Zingiberaceae
A primeira espécie deste gênero,  Smithatris supraneanae,  foi descoberto em  1998  por Kress e Larsen, dois pesquisadores dinamarqueses nos montes de  Saraburi,Tailândia. A segunda espécie,  Smithatris myanmarensis, foi descoberta mais tarde em  Myanmar.

## Espécies
- Smithatris myanmarensis
- Smithatris supraneanae